# San Antonio Tepetlapa
San Antonio Tepetlapa es una localidad del estado mexicano de Oaxaca. Es cabecera del municipio de San Antonio Tepetlapa.

## Demografía
| Censo | Población |
| ----- | --------- |
| 1910  | 644       |
| 1921  | 551       |
| 1930  | 704       |
| 1940  | 724       |
| 1950  | 980       |
| 1960  | 1158      |
| 1970  | 1359      |
| 1980  | 1398      |
| 1990  | 2116      |
| 1995  | 2024      |
| 2000  | 2208      |
| 2005  | 2071      |
| 2010  | 2621      |
| 2020  | 2900      |